# Might and Magic: The Secret of the Inner Sanctum
Might and Magic: The Secret of the Inner Sanctum (auch bekannt als Might and Magic Book One: The Secret of the Inner Sanctum) ist ein frühes Computer-Rollenspiel des US-amerikanischen Computerspielentwicklers New World Computing aus dem Jahr 1986, das ursprünglich für den Apple II veröffentlicht wurde. Es wurde in Folge auf zahlreiche weitere Plattformen portiert und bildete den Auftakt der Might-and-Magic-Serie.

## Handlung & Szenario
Die Handlung spielt in der fiktiven Welt VARN (Vehicular Astropod Research Nacelle) und dreht sich um sechs Abenteurer, die in einer Art Gralssuche das Geheimnis des Inner Sanctum erforschen. Während ihrer Suche entdecken die Helden Informationen über eine mysteriöse Person namens Corak und deren Jagd auf den Schurken Sheltem. Es endet damit, dass die Helden den König als Sheltem demaskieren und dessen Machenschaften ein Ende setzen. Anschließend passieren sie die „Tore zu einer anderen Welt“ (engl. Gates to Another World, Untertitel des zweiten Teils) und reisen nach CRON, nicht wissend, dass auch Sheltem in diese Welt geflüchtet ist.
Obwohl VARN weitestgehend von mittelalterlichen Kreaturen und Mythenwesen bewohnt wird und Magie vorhanden ist, enthält das Szenario auch eine Zahl von Science-Fiction-Elementen. So erhalten die Helden beispielsweise ihre ersten Informationen über Sheltem beim Erkunden einer Absturzstelle eines Raumschiffs, bei dem die Gruppe unter anderem auf gefangen genommene Außerirdische stößt.

## Spielprinzip

### Charaktere
Der Spieler kann sich zu Beginn eine sechsköpfige Heldengruppe erstellen. Zur Auswahl stehen neben dem Geschlecht:4 mehrere Rassen (Mensch, Elf, Halb-Ork, Gnom, Zwerg). Diese Wahl beeinflusst die Startwerte der Charaktere und ihre Widerstandsfähigkeit gegen bestimmte Angriffsformen.:25 Jede Spielfiguren in Might and Magic wird durch sechs Attribute (Stärke, Ausdauer, Geschick, Charisma, Intellekt, Glück) definiert.:23 Dazu gibt es insgesamt sechs Charakterklassen::24
- Ritter
- Kleriker
- Räuber
- Zauberer
- Paladin (Kämpfer mit Zugang zu klerikalen Zaubersprüchen)
- Bogenschützen (Fernkämpfer mit Zugang zu Magier-Zaubersprüchen)

Für jeden Charakter wird auch eine Gesinnung festgelegt, die sich jedoch nur wenig auf den Spielverlauf auswirkt, da die Gruppe einheitlich agiert. Die Gesinnung wirkt sich vor allem auf die Art der Belohnung einer erledigten Quest aus. Auch das Geschlecht wirkt sich nur geringfügig aus.

### Magie
Es gibt zwei Formen der Magie in Might and Magic, Magier- und Klerikerzaubersprüche. Magierzaubersprüche stehen Zauberern und Bogenschützen zur Verfügung, Klerikerzaubersprüche den Klerikern und Paladinen.:24 Die Magieformen unterscheiden sich unter anderem durch ihre Primärfähigkeit, bei Zauberern Intelligenz, bei Klerikern Charisma.:23 Die Fähigkeit zu zaubern wird durch die verfügbaren Magiepunkte begrenzt, deren Maximalwert wiederum abhängig vom Primärwert ist. Durch Übernachten können diese wieder regeneriert werden.:25 Magierzauber sind offensiver Natur und verursachen hauptsächlich Schaden bei gegnerischen Kreaturen. Klerikerzauber sind eher defensiv und unterstützend, mit Fokus auf Heil- und Verteidigungszaubern oder zur Aufhebung negativer Effekte (z. B. Gift).:24

### Erkundung und Kampf
Die Spielwelt wird ähnlich The Bard’s Tale in der Egoperspektive präsentiert und ist labyrinthartig aufgebaut. Die Erkundung ist genauso wie das Kampfsystem rundenbasiert, durch das Fehlen von Gegnern jedoch ohne Zeitverzögerung zwischen den Zügen des Spielers. Er bewegt seine Gruppe felderweise vorwärts und kann sich im 90°-Modus frei drehen. Betritt die Gruppe ein Feld mit Gegnern oder wenn das Programm eine Zufallsbegegnung auslöst, schaltet das Programm in den Kampfmodus um.:7–12
Wenn die Gruppe auf feindliche Kreaturen trifft, erhält der Spieler üblicherweise die Wahl, ob er vor dem Kampf weglaufen, sich dem Gegner unterwerfen, ihn einzuschüchtern versuchen oder angreifen möchte. Wenn sich der Spieler für den Kampf entscheidet, wechselt das Spiel in den Kampfmodus.:13 Auf den meisten Plattformen ist die Benutzeroberfläche hierzu rein textbasiert.:15 Die Figuren agieren zugweise, die Reihenfolge wird durch den Geschwindigkeitswert der jeweiligen Figuren festgelegt. Jede Runde erhält außerdem entweder die Spielergruppe oder die gegnerische Truppe zufallsbasiert einen Geschwindigkeitsbonus.:16On each player-character's turn, the player selects an action from a list of options, including attacking a creature, casting a spell or attempting to run away.:17–18 Ein Kampf endet, wenn alle Beteiligten einer der beiden Seiten entweder bewusstlos, tot oder geflohen sind. Der Spieler kann den Kampf auch verlieren, wenn alle Gruppenmitglieder dem Schlaf oder einer Paralyse erliegen.

## Entwicklung
Die ursprüngliche Version für Apple II wurde nahezu alleine von Jon Van Caneghem über einen Zeitraum von drei Jahren geschrieben. Doch Van Caneghem hatte Probleme, einen Publisher für den Vertrieb des Spiels zu finden und erledigte dies daher zu Beginn selbstständig aus seiner Privatwohnung heraus, bis es ihm gelang, einen Vertrag mit Activision abzuschließen.
Aufgrund seiner Popularität wurde der Titel auf zahlreiche andere zeitgenössische Plattformen portiert, unter anderem 1990 für das Nintendo Entertainment System (NES, Japan-Release). Während das grundlegende Spielprinzip dieser Version gleich blieb, wurde die Grafik dank der stärkeren Hardwareleistung verbessert und kleinere Unzulänglichkeiten ausgemerzt. 1992 folgte für den japanischen Markt eine Portierung für die CD-Erweiterung der Spielkonsole PC Engine, die durch den größeren Speicherplatz digitalisierte Sprachausgabe der Dialoge besaß. Allerdings wurden auch einige inhaltliche Änderungen vorgenommen. So wurde die Möglichkeit der freien Charaktergestaltung vollständig entfernt und durch eine vorgegebene Heldengruppe ersetzt. Eine dieser Figuren, der Paladin Amuru, wurde als Hauptcharakter lose in die Hintergrunderzählung eingefügt. Inhaltlich wurde das Spiel um weitere Quests erweitert und die Grafik an das japanische Zielpublikum angepasst.
Eine Neuveröffentlichung des Spiels erfolgte nochmals im Jahr 1998 als Beilage der Limited Edition von Might and Magic VI: The Mandate of Heaven.

## Rezeption
1987 lobte Tester James V. Trunzo im US-amerikanischen Computermagazin Compute! Might and Magic für seinen reichhaltigen Inhalt, die nichtlineare Spielabfolge und in Teilen die Grafik, obwohl er anmerkte, dass es dem Spiel an Animationen mangele und die Gegner grafisch nur unzureichend präsentiert würden. Das US-Magazin Computer Gaming World (CGW) lobt in ähnlicher Weise den Umfang des Spiels, bemängelte aber, dass frühe Versionen des Spiels neue Gruppenmitglieder nur mit Keulen ausstattete, wodurch der Beginn des Spiels zu schwer ausfalle. 1988 wurde Might and Magic in die Hall of Fame des Magazins für Spiele mit langanhaltend hohen Leserwertungen aufgenommen.
Das Magazin Dragon testete die Apple-II-Fassung 1987 in seiner Ausgabe 122. Testerin Patricia Lesser urteilte: “This adventure is awesome in its scope, completely fascinating, graphically pleasing, and one of the top five games ever produced for a computer” (deutsch: „Dieses Abenteuer hat einen fantastischen Umfang, ist vollkommen faszinierend, grafisch ansprechend und eines der fünf besten Spiele, die jemals für einen Computer entwickelt wurden“). In der Ausgabe 126 erhielt das Spiel die Höchstwertung von fünf Punkten. 1988, in Ausgabe 132, folgte der Test der DOS-Version, die ebenfalls fünf Punkte erhielt. Die Mac-OS-Fassung wurde in Ausgabe 140 besprochen und erhielt 4½ Punkte für die Version für Macintosh II und 3½ für Macintosh Plus.
Matt Barton hob Might and Magic 2007 in einem Überblicksartikel zum Rollenspielgenre vor allem die enorme Größe seiner Spielwelt, die Freiheiten bei der Erkundung und Pionierleistungen wie das Einbinden der Spielerrasse, Geschlecht und Gesinnung in den Spielverlauf hervor.
Van Caneghems Unternehmen entwickelte über die nächsten 15 Jahre acht direkte Nachfolgetitel und mehrere Ableger, darunter die ebenso populäre Strategieserie Heroes of Might and Magic, bevor es zur Schließung des Studios kam und die Markenrechte an Ubisoft übergingen.